# Taketa

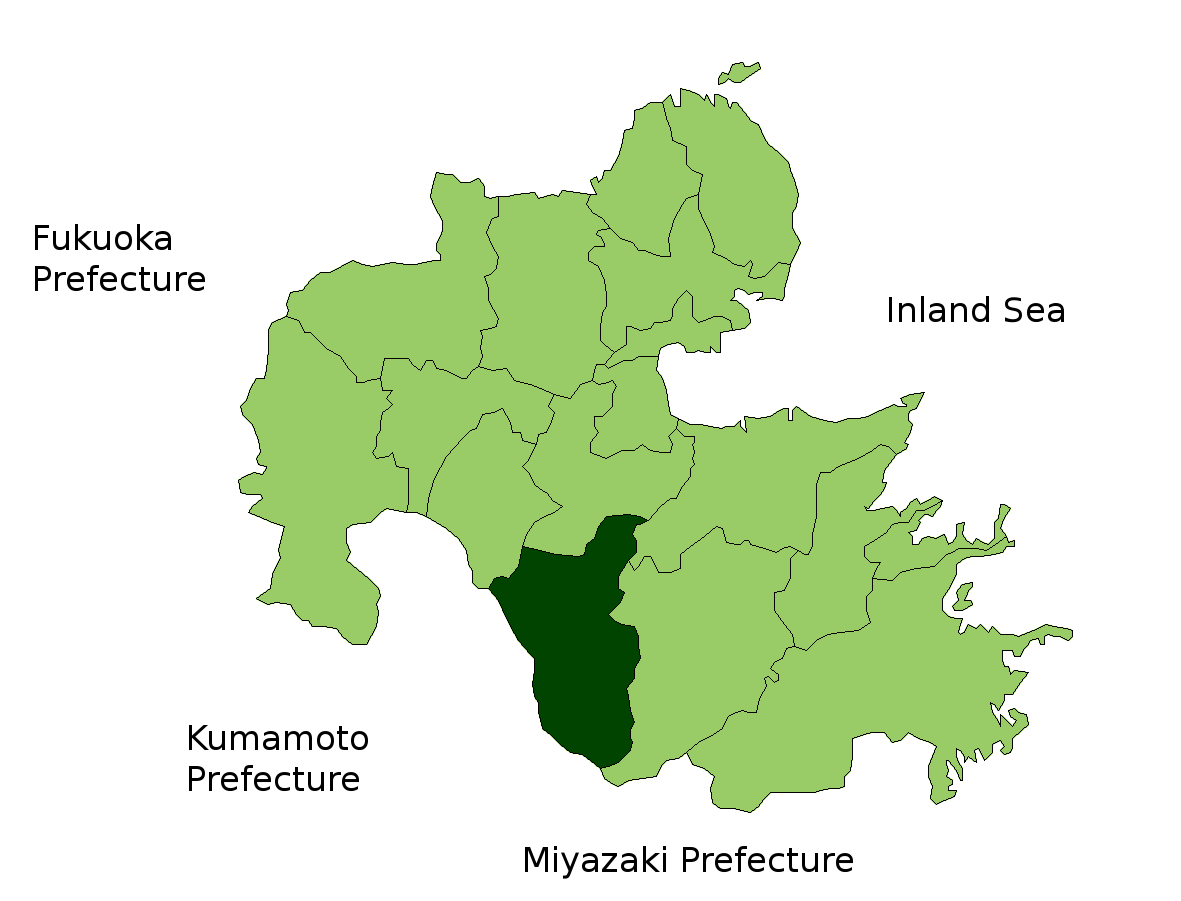

Taketa (竹田市 Taketa-shi?) este un municipiu din Japonia, prefectura Ōita.